# Craven Cottage
Craven Cottage é um estádio de futebol localizado no bairro de Fulham, em Londres, Inglaterra, as margens do Rio Tâmisa, em Bishops Park. É a casa do Fulham FC desde sua construção, em 1886, e atualmente possui capacidade para 25.700 torcedores, todos sentados. Entretanto já recebeu público recorde de 49.335 torcedores, em um jogo válido pela Segunda Divisão.

## Pós Hillsborough
Após a tragédia de Hillsborough, em 1989, e o consequente 'Relatório Taylor', que previa novas regras para os estádios ingleses, o então presidente do Fulham tinha planos para a construção de um novo estádio. A pressão da torcida para a continuidade em Craven Cottage fez com que quando a equipe chegasse a Primeira Divisão ainda houvesse áreas em que os torcedores ficavam em pé, o que é proibido em tal competição.
Com isso a equipe teve que mandar seus jogos em Loftus Road, do rival Queens Park Rangers. A pressão da torcida para que a diretoria transformasse Craven Cottage em um estádio com todos sentados, ao invés de construir um outro estádio, foi tamanha que alguns torcedores se recusavam a ir aos jogos em Loftus Road.
Após mais de uma temporada a diretoria do clube finalmente começou as obras no estádio, que foi reaberto para a temporada 2004-05. Apesar de ter sua capacidade drasticamente reduzida, o Fulham pode voltar a mandar seus jogos no seu estádio, um dos menores da Primeira Divisão.
Em 3 de abril de 2011, o então proprietário do clube, Mohamed Al-Fayed, inaugurou uma estátua do cantor Michael Jackson no lado de fora do estádio.

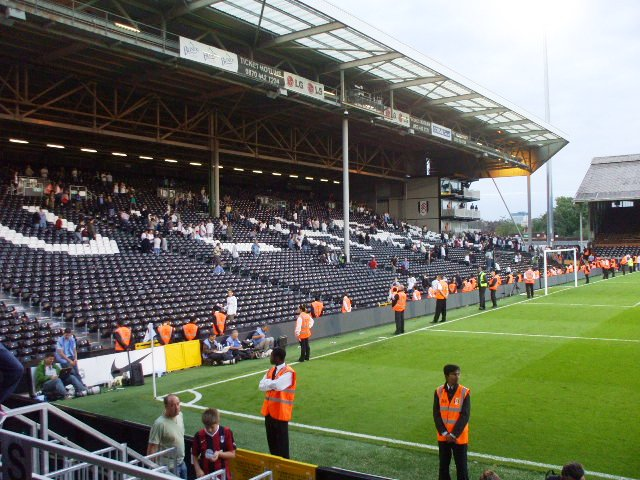
Tribuna Hammy End

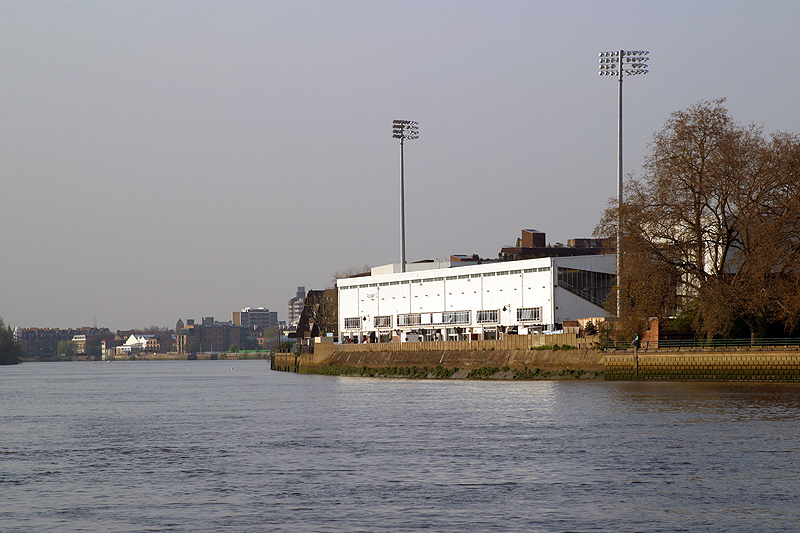
Tribuna Riverside vista do Rio Thames